# Fashion & Faces
Fashion & Faces ist ein etwa 15-minütiges Boulevardmagazin im Berliner Regionalfernsehen. Hauptmoderatorin ist seit 2015 Meike Beuckmann. Die Sendung zeigt aktuelle Berichte aus der Lifestyle- und Modeszene sowie über Prominente, zentraler Bestandteil sind Interviews. Zusätzlich erfolgen regelmäßig Reportagen über außergewöhnliche Urlaubsorte.
Von 1996 bis zu dessen Insolvenz 2009 lief Fashion & Faces auf dem Berliner Regionalsender FAB, seitdem wird die Sendung jeden ersten und zweiten Samstag im Spreekanal gezeigt. Ausgewählte Beiträge werden zudem auf YouTube veröffentlicht.